# Panchià
Panchià é uma comuna italiana da região do Trentino-Alto Ádige, província de Trento, com cerca de 682 habitantes. Estende-se por uma área de 20 km², tendo uma densidade populacional de 34 hab/km². Faz divisa com Predazzo, Tesero, Ziano di Fiemme e Pieve Tesino.